# ریچموند (ماساچوست)
ریچموند، ماساچوست
ریچموند (به انگلیسی: Richmond) شهرکی در شهرستان برکشایر ایالت ماساچوست می‌باشد که در سال ۱۷۶۵ بنیان‌گذاری شده‌است. این شهرک در سرشماری سال ۲۰۱۰ میلادی، ۱٬۴۷۵ نفر جمعیت داشته‌است.